# La Parrilla
La Parrilla ist ein nordspanischer Ort und eine Gemeinde (municipio) mit 480 Einwohnern (Stand: 2024) in der Provinz Valladolid in der autonomen Region Kastilien-León. 

## Geografie
La Parrilla liegt im Süden der Provinz Valladolid etwa 20 Kilometer südöstlich vom Stadtzentrum von Valladolid in einer Höhe von ca. 855 m. 

## Bevölkerungsentwicklung
| 722 | 963 | 707 | 585 | 645 | 623 | 529 | 482 |

## Sehenswürdigkeiten
- Marienkirche (Iglesia de Nuestra Señora de los Remedios)

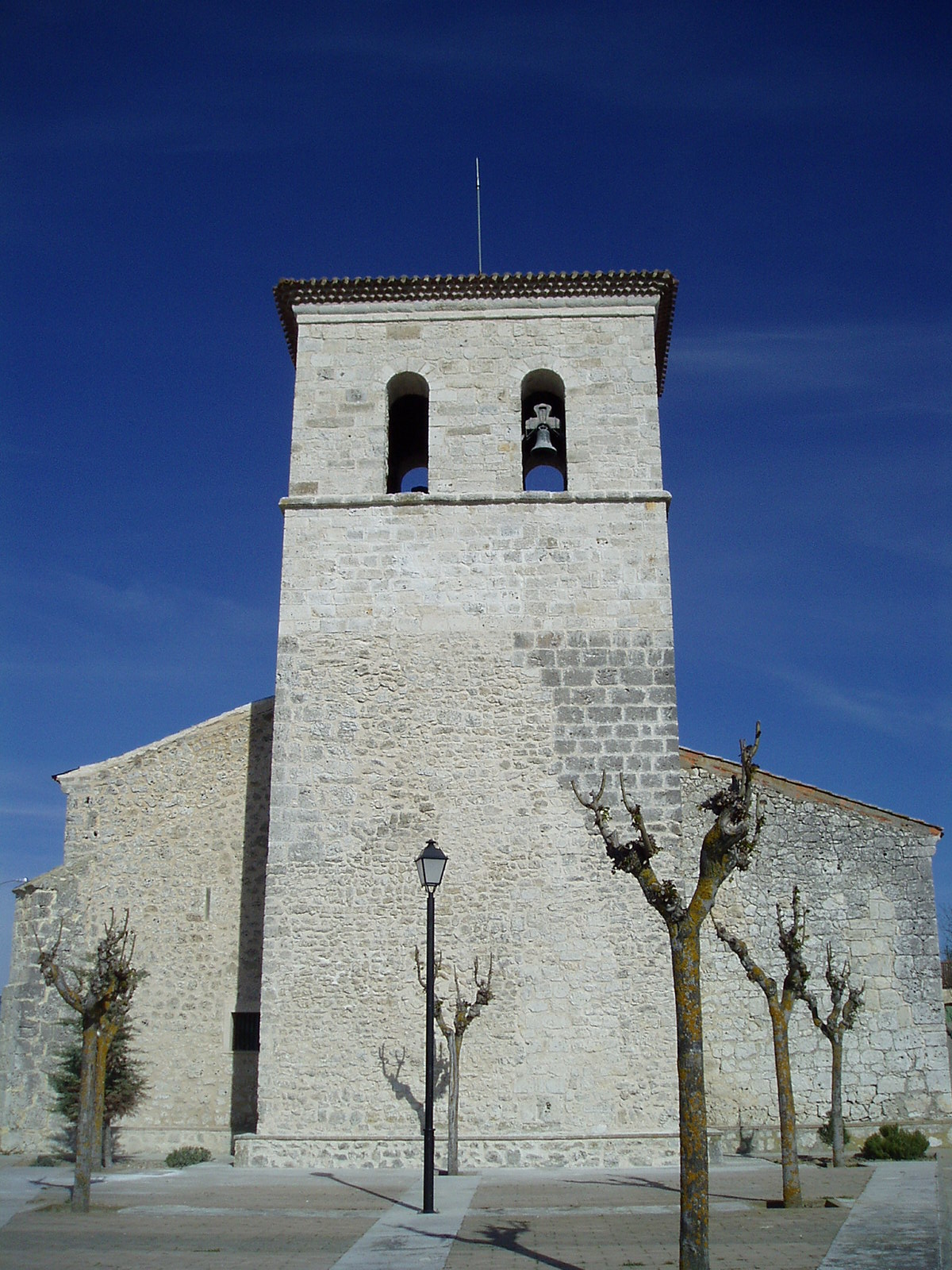
Marienkirche